# Puccinellia gorodkovii
Puccinellia gorodkovii är en gräsart som beskrevs av Nikolai Nikolaievich Tzvelev. Puccinellia gorodkovii ingår i släktet saltgrässläktet, och familjen gräs. Inga underarter finns listade i Catalogue of Life.